# Железнодорожный транспорт в Норвегии
Железнодорожный транспорт Норвегии с сетью 4114 км пути, включая 64 км высокоскоростных магистралей, широко востребован населением страны как надёжное средство сообщения между разрозненными регионами Норвегии. Вместе с тем железнодорожная инфраструктура по состоянию на 2017 год не соответствует уровню технической оснащённости одной из ведущих экономик Европы. Железнодорожный транспорт наиболее развит в западном регионе, тяготеющем к 500-километровой одноколейной на значительном протяжении магистрали Осло – Берген. В соответствии с Национальным транспортным планом на 2014—2023 годы, на модернизацию железных дорог выделено в 1,5 раза больше средств, чем в предыдущем 10-летнем периоде. Государство придаёт большое значение развитию междугородных перевозок на дальние расстояние поездами InterCity. Предполагается, что железные дороги сыграют ключевую роль в усовершенствовании системы общественного транспорта Норвегии.   
В Норвегии, в регионе фьордов, примыкая к магистрали Осло — Берген в районе станции Мюрдал, находится самый популярный железнодорожный туристический объект в мире — Фломская железная дорога.

## Общие сведения
Собственником железнодорожной инфраструктуры является Национальная железнодорожная администрация Норвегии Jernbaneverket. В качестве оператора всех пассажирских перевозок во внутренних маршрутах, за исключением высокоскоростных перевозок в сообщении с аэропортом Осло, выступает государственная компания Vy. Инвестиции на строительство новой инфраструктуры и техническое обслуживание выделяются из госбюджета, производится государственное субсидирование пассажирских перевозок. Компания Vy занимается обслуживанием поездов дальнего следования, в число которых входят ночные, региональные маршруты и четыре кластера пригородных перевозок в агломерациях Осло, Тронхейм, Берген и Ставангер. На развитие железнодорожного транспорта Норвегии сдерживающее влияние оказывали экстремальные климатические и географические условия.

## История

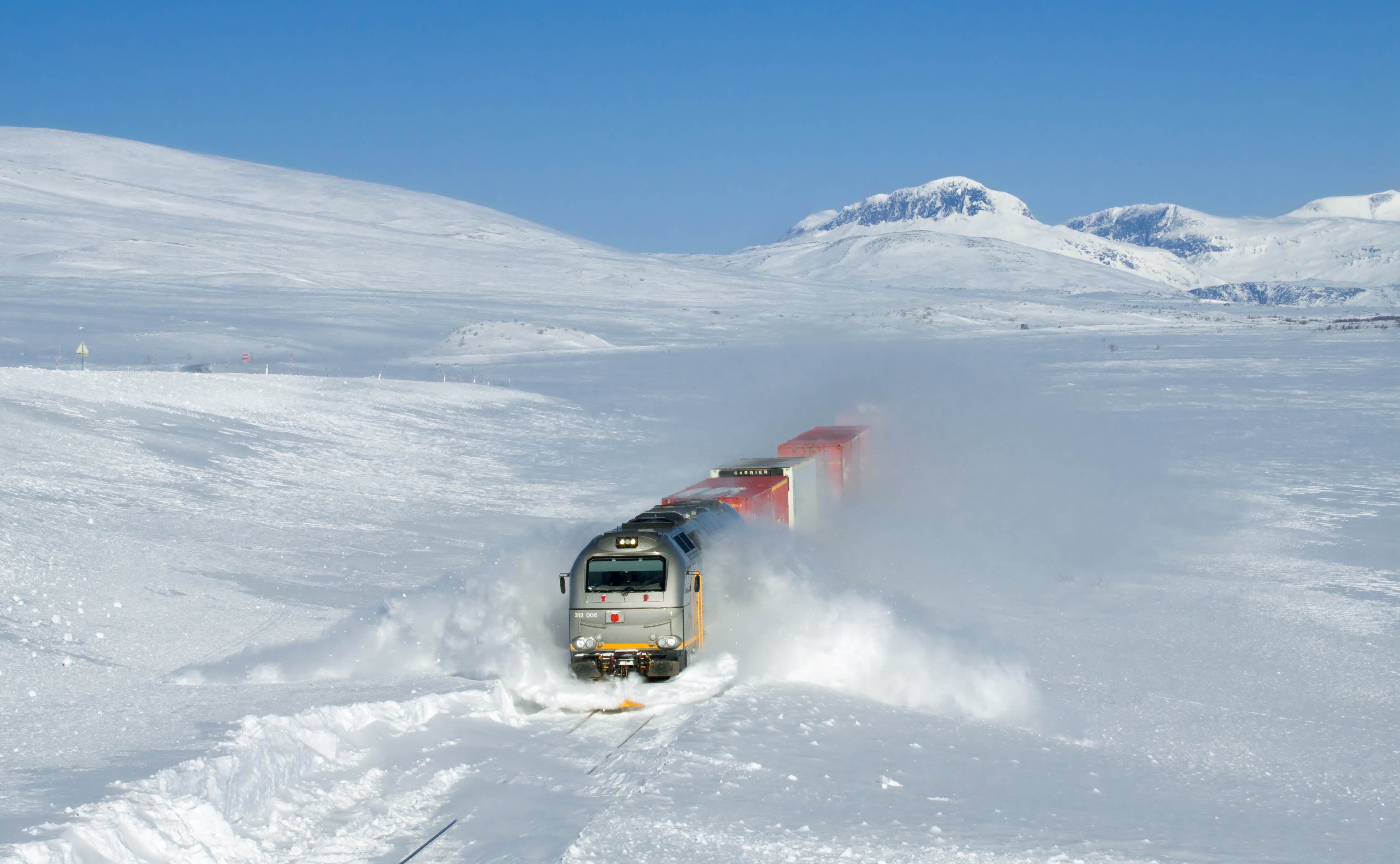
Движение грузовых поездов по линии Будё-Тронхейм нередко проходит в трудных погодных условиях

История железнодорожного транспорта в Норвегии началась в 1854 году, когда была открыта железная дорога между Осло и коммуной Эйдсволл, предназначенная, главным образом, для транспортировки древесины от Мьёса до столицы, хотя предполагалось и пассажирское движение. В период между 1860-ми и 1880-ми в Норвегии построено множество региональных железных дорог, включая изолированные железные дороги в Центральной и Западной Норвегии. В основном применялась узкая колея (1067 мм), но некоторые линии были построены и с использованием стандартной колеи 1435 мм. В 1877 году железнодорожные пути соединили Центральную Норвегию с Осло.
В 1910-х была построена дорога, соединяющая Восточную и Западную Норвегию. В 1920-е годы построены первые электрифицированные железные дороги, также в это время узкая колея заменялась на стандартную.
Во время Второй мировой войны велась массированная стройка немецкими силами. В 1966 году открылась единственная скоростная линия Норвегии — T-bane в Осло. В 1970-е и 1980-е было закрыто много железнодорожных веток.
В 1998 году была открыта новая скоростная линия (до 210 км/ч) между Осло, Аэропортом Осло и коммуной Эйдсволл.

## Сеть

Схема электрификации (красный — электрифицировано, синий — закрытая или музейная линия)

По состоянию на 2017 год главная железнодорожная сеть Норвегии состоит из 4114 км пути, из которых 242 км — двухколейный путь и 64-километровая высокоскоростная железнодорожная магистраль (с максимальной скоростью движения 210 км/ч). Кроме того, есть 225 км городских железных дорог, из которых 218 км — двухпутные участки. Имеются также незначительные промышленные линии и железные дороги прошлого.
На всей сети используется европейская колея, только у Тронхеймского трамвая метровая колея (1000 мм).
- Железная дорога Киркенес — Бьёрневатн — одна из самых северных железных дорог в мире; была закрыта в 1997, вновь открыта в 2009.

## Железнодорожные связи со смежными странами
- Швеция — Железнодорожный транспорт Швеции; одинаковая колея и напряжение.
- Дания — одинаковая колея, через Швецию.
- Финляндия — Железнодорожный транспорт в Финляндии; разрыв колеи, 1435 мм — 1524 мм. Прямого сообщения нет, осуществляется через Швецию.

## Перспективы

### Проект магистрали Follo
Цель крупнейшего в национальной транспортной области проекта магистрали Follo — разгрузить существующую сверхзагруженную линию Østfold между Осло и Ши (около 60 км). Проект включает в себя строительство первого двухпутного и самого длинного в Норвегии железнодорожного тоннеля протяжённостью 20 км. Предстоит модернизация станции Осло-Центральный и строительство новой железнодорожной станции в Ши, реконструкция путей на линии Østfold, строительство 64 км новых железнодорожных путей. На линии Follo будет 4 главных пути на всём её протяжении, что позволит разделить движение скоростных и местных поездов, повысить пропускную способность магистрали и точность исполнения графика движения поездов. Ввод тоннеля в эксплуатацию даст возможность в 2 раза сократить время движения между Осло и Ши. Ввод магистрали в эксплуатацию запланирован на конец 2021 года.

### Другие проекты
В конце 2024 года запланирован ввод в эксплуатацию магистрали с двумя главными путями в районе городов Тёнсберг, Фредрикстад и Хамар, что даст возможным организовать регулярное курсирование поездов с получасовым интервалом. В конце 2026 года эта двухпутная магистраль продвинется до города Сарпсборга. В 2030 году будет завершено формирование сети обращения дальних поездов InterCity.
Предстоит модернизация старых железных дорог в центральной областях Восточной Норвегии, в регионе Бергена и Трёнделага. Одним из главных направлений модернизации станет повышение пропускной способности линии Ofoten от порта Нарвик до горнолыжного курорта Риксгрансен. 
На железных дорогах Норвегии есть необходимость замены устаревших систем сигнализации, централизации и блокировки с учётом европейских требований об эксплуатационной совместимости. К 2030 году планируется полностью перейти на европейскую систему управления движением поездов.